# Scerne
Scerne è una frazione del comune di Pineto, in provincia di Teramo.

## Geografia fisica
Scerne è posta sul mare Adriatico, sulla riva destra del fiume Vomano, presso la sua foce. Il litorale, a causa della vicinanza della foce del fiume Vomano, è composto prevalentemente da ghiaia e ciottoli.

## Storia
Scerne occupa l'ultimo tratto della piana alluvionale del Vomano, alla destra della foce, tra il fiume ed il Colle Morino.  Le vicende storiche di questo territorio, soprattutto in epoca romana ed altomedioevale, hanno lasciato traccia in  testimonianze geografiche, archeologiche e documentali.

### Epoca romana
In epoca antica il territorio attorno alla foce del Vomano si presentava in una configurazione diversa dall'attuale.
Nell'ambito di una dinamica comune a tutta la costa adriatica teramana, l'antica linea di costa era infatti più arretrata; dalla documentazione storica e archeologica disponibile il fenomeno può essere valutato, nella zona del Colle Morino, in un arretramento di circa 350 metri rispetto alla situazione odierna.. 
Anche la foce del Vomano aveva una configurazione diversa, che comprendeva sulla riva destra un ramo, poi scomparso, circa 600 metri a sud della foce.. Il tratto di fiume scomparso venne citato nella documentazione storica e cartografica con il nome di Vomano vecchio.
Lo storico atriano Luigi Sorricchio riteneva che alla foce del Vomano sorgesse, in quel periodo, il Castellum Hatriae, un centro abitato raccolto attorno all'antico porto della vicina città di Atri sulla riva destra del fiume. A sostegno di questa ipotesi Sorricchio cita, tra l'altro, i ritrovamenti archeologici del suo antenato Nicola, a metà del XVIII secolo, nella località oggi nota come Casone, e quindi arretrato di circa due chilometri rispetto all'attuale costa (il punto preciso del ritrovamento non è oggi più localizzabile con precisione). L'ipotesi della presenza alla foce del Vomano del porto romano di Atri, variamente dibattuta tra gli archeologi, resta ancora oggi valida, anche sulla base della ricerca contemporanea.
A confermare il popolamento in età romana dell'intera zona alla foce del Vomano ci sono poi le testimonianze di insediamenti identificati sia alle pendici del Colle Morino, che sulla riva sinistra del fiume, nel comune di Roseto degli Abruzzi.

### Medioevo
Tra la tarda età romana e l'alto medioevo l'avanzamento della linea di costa ed i cambiamenti del corso del Vomano, con la progressiva scomparsa dell'antico corso d'acqua già ricordato, incidono sulla struttura del territorio e lo conducono progressivamente verso una configurazione più simile a quella odierna.
Questi fenomeni hanno presumibilmente facilitato la nascita di vaste aree paludose alla foce del fiume, alle quali L. Sorricchio associa la nascita, in epoca altomedioevale, del toponimo "Scerne". Sorricchio lo lega ad una radice tedesca antica, che indica un luogo fangoso. Si origina così il termine "le Scerne" o "le antiche Scerne", che può essere trovato nella cartografia antica a indicare la zona fangosa sulla riva destra della foce del Vomano.
Un importante effetto di queste modifiche è il progressivo insabbiamento del porto romano, con il conseguente decadimento del borgo a esso associato. Nonostante questo, tuttavia, il porto resta in attività anche nei primi secoli del medioevo, pur se in un contesto storico totalmente cambiato. In quest'epoca, infatti, tutta la valle del Vomano è dominata dalla presenza dei monasteri benedettini; vicino Scerne, alle pendici dell'odierno Colle Morino, sorgeva la cella cassinense di Santa Maria in Maurinis, il cui nome compare per la prima volta nel IX secolo, associato "cum portu scilicet suo et foce de Gomano".
Il porto sembra essere a servizio di un'ampia zona attorno ad Atri, tra il Vomano ed il Piomba; a esso, o a un servizio per l'attraversamento del fiume, potrebbe essere legato l'altro toponimo altomedioevale che Sorricchio associa all'attuale località di Scerne, quello di Caphaium, presente nel Chronicon Vulturnense; lo storico ne riconduce l'origine al termine "scafa", che indica una piccola scialuppa a remi usata per il guado del fiume o al servizio di barche più grandi.
Nel corso del tempo le modifiche naturali della conformazione del territorio continuarono, e nella seconda metà del XIII secolo fu costruito a servizio della città di Atri un nuovo porto alcuni chilometri più a Sud, in località Cerrano, ed il porto sul Vomano decade definitivamente.

### Epoca moderna e contemporanea
Con il decadimento della cella di Santa Maria in Maurinis e dell'associato ospedale di san Guglielmo il territorio di Scerne si spopola. L'abbandono delle terre vicino al fiume e alla costa è un tratto comune a tutto il territorio italiano in quest'epoca e dipende da vari fattori, tra i quali le minacce di incursione di pirati e l'insalubrità delle paludi, che hanno reso endemica la malaria lungo il corso del Vomano sino a tutto il XIX secolo.
Resta incerta la presenza, sulla riva destra del Vomano, di una torre di avvistamento realizzata, tra la fine del XVI e l'inizio del XVII secolo, nell'ambito del programma che porterà alla costruzione anche della vicina Torre di Cerrano. La presenza di questo edificio potrebbe dedursi da alcune mappe, datate tra il XVII secolo e l'inizio del XVIII secolo, che raffigurano alla foce del Vomano due torri, una su ciascuna sponda del fiume (Torre "vecchia" o "di Umano" a Nord, "Torre Nuova" a Sud, quest'ultima a sua volta distinta dalla "Torre di Calvano", cioè l'attuale Torre di Cerrano, posta a circa 5 chilometri dalla foce). Ad oggi non resta traccia di nessuna di queste due fortificazioni.
Per trovare un insediamento umano significativo nell'area attualmente occupata da Scerne bisogna attendere la seconda metà del XIX secolo, quando compare una stazione di lavorazione del legname, mossa dall'energia idraulica derivata dal fiume; a questa succede, nei primi decenni del secolo successivo, un piccolo pastificio che usa la stessa fonte di energia.  L'attuale abitato si sviluppa poi nel corso del secolo XX.

## Monumenti e luoghi d'interesse
- Chiesa della Sacra Famiglia di Nazareth: chiesa moderna dell'immediato dopoguerra, realizzata seguendo lo stile romanico delle chiese abruzzesi del XII secolo. La chiesa ha pianta rettangolare caratterizzata da una facciata a capanna in muratura di mattoni a vista, tagliata nel mezzo da un ingresso a edicola monumentale, sopra cui si innalza il campanile. L'interno a navata unica è ugualmente di stile romanico, con pilastri e finestre monofore.
- Chiesa di Papa Giovanni XXIII: la parrocchia è stata inaugurata nel 1981 e ha pianta ellittica, caratterizzata da una facciata rossa, scandita da finestre a oblò. L'interno ha il presbiterio in corrispondenza del fuoco del raggio e le vetrate sono policrome. Il campanile laterale è una slanciata torre in mattoni.

## Economia
In prevalenza legata alla presenza nelle immediate vicinanze della zona industriale di Pineto, è anche basata sul commercio al dettaglio. Il litorale di Scerne è percorso da una pista ciclabile che fa parte della Ciclovia Adriatica. Questo tratto di pista ciclabile inizia dalla sponda sud della foce del fiume Vomano e dopo circa 4 km si conclude in corrispondenza della zona dei campeggi a sud del centro abitato; la pista prosegue anche per il capoluogo sino alla torre di Cerrano e a Silvi.

## Infrastrutture e trasporti
Il piccolo centro abitato è attraversato dalla Strada statale 16 Adriatica e dalla ferrovia Adriatica, con la Stazione di Scerne di Pineto.